# Chrysometa huila
Chrysometa huila är en spindelart som beskrevs av Claude Lévi 1986. Chrysometa huila ingår i släktet Chrysometa och familjen käkspindlar. Inga underarter finns listade i Catalogue of Life.